# Ábel (jméno)
Ábel, také krátce Abel (hebrejsky הֶבֶל‎, Hevel (Hebel) či starořecky Ἅβελ, Hábel), je mužské biblické jméno hebrejského původu a vykládá se jako „lehký vánek, dech“ či „nicota“. Mezi české domácí varianty patří Aba, Ábelek či Bela.
V současném českém kalendáři není jméno uvedeno – viz jmeniny v Česku, ale v rámci rozšířeného kalendária slaví svátek 2. ledna.

## Známí nositelé jména

### Biblické postavy, duchovní
- Ábel – syn Adama a Evy, bratr Kaina
- Ábel z Remeše († 751), arcibiskup v Remeši

### Králové
- Abel Dánský (1218–1252), dánský král z dynastie Valdemarů

### Ostatní
- Abel Antón – španělský atlet, běžec na dlouhé tratě
- Abel Baer – americký skladatel
- Abel Bergaigne – francouzský indolog
- Abel de Pujol – francouzský klasicistní malíř
- Abel Ferrara – americký režisér, scenárista a herec
- Abel Goumba – předseda vlády Středoafrické republiky
- Ábel Kráľ (1932–2023), slovenský jazykovědec
- Abel Makkonen Tesfaye (The Weeknd) (* 1990), kanadský zpěvák
- Abel Tasman (1603–1659), nizozemský mořeplavec a cestovatel

### Fiktivní
- Abel Magwitche – postava v románu Nadějné vyhlídky od Charlese Dickense
- Abel Nightroad – jedna z hlavních postav ze série japonských light novel Trinity Blood

## Jiné významy
- Ábel (album) – album skupiny Titanic
- Abel (kráter) – měsíční kráter

## Zahraniční varianty
- slovensky, maďarsky – Ábel
- německy, anglicky, španělsky, polsky, srbsky, chorvatsky – Abel
- rusky, ukrajinsky – А́вель (Avel)
- italsky – Abele

## Jmeniny
- Americký kalendář:[4] 2. ledna, 6. prosince
- Belgický, francouzský kalendář:[4] 5. srpna
- Český, dánský, maďarský, slovenský kalendář:[4] 2. ledna
- Polský kalendář:[4] 2. ledna, 15. dubna, 5. srpna
- Slovinský kalendář:[4] 1. srpna, 5. srpna, 9. prosince
- Španělský kalendář:[5] 28. prosince
- Švédský kalendář:[5] 30. prosince